# USL League One 2019
La USL League One 2019 fue la temporada inaugural de la USL League One. La temporada regular consistió en un calendario de 28 partidos, que comenzó el 29 de marzo y finalizó el 5 de octubre. Los playoffs comenzaron el 12 de octubre y el partido final de la postemporada se realizó el 19 de octubre.

## Equipos participantes
| Club                      | Ciudad                       | Estadio                   | Capacidad        | Fundación        | Afiliación       | Entrenador         | MLS/USL Afiliado    |
| Equipos Actuales          | Equipos Actuales             | Equipos Actuales          | Equipos Actuales | Equipos Actuales | Equipos Actuales | Equipos Actuales   | Equipos Actuales    |
| ------------------------- | ---------------------------- | ------------------------- | ---------------- | ---------------- | ---------------- | ------------------ | ------------------- |
| Chattanooga Red Wolves SC | Chattanooga, Tennessee       | David Stanton Field       | 5,000            | 2018             | 2019             | Tim Hankinson      |                     |
| FC Tucson                 | Tucson, Arizona              | Kino Sports Complex       | 2,900            | 2010             | 2019             | Darren Sawatzky    | Phoenix Rising FC   |
| Forward Madison FC        | Madison, Wisconsin           | Breese Stevens Field      | 5,000            | 2018             | 2019             | Daryl Shore        | Minnesota United FC |
| Greenville Triumph SC     | Greenville, Carolina del Sur | Legacy Early College      | 4,000            | 2018             | 2019             | John Harkes        |                     |
| Lansing Ignite FC         | Lansing, Míchigan            | Cooley Law School Stadium | 7,527            | 2018             | 2019             | Nate Miller        |                     |
| North Texas SC            | Frisco, Texas                | Toyota Stadium            | 20,500           | 2018             | 2019             | Eric Quill         | FC Dallas           |
| Orlando City B            | Montverde, Florida           | Montverde Academy         | 3,500            | 2015             | 2019             | Fernando De Argila | Orlando City SC     |
| Richmond Kickers          | Richmond, Virginia           | City Stadium              | 22,611           | 1993             | 2019             | David Bulow        |                     |
| South Georgia Tormenta FC | Statesboro, Georgia          | Erk Russell Park          | 4,000            | 2015             | 2019             | John Miglarese     |                     |
| Toronto FC II             | Toronto, Ontario             | BMO Training Ground       | 1,000            | 2014             | 2019             | Michael Rabasca    | Toronto FC          |

## Clasificación
| Pos. | Equipo                    | PJ | PG | PE | PP | GF | GC | DG  | Pts. |                          |
| ---- | ------------------------- | -- | -- | -- | -- | -- | -- | --- | ---- | ------------------------ |
| 1    | North Texas SC            | 28 | 17 | 5  | 6  | 53 | 31 | +22 | 56   | Clasificación a Playoffs |
| 2    | Lansing Ignite FC         | 28 | 12 | 10 | 6  | 49 | 37 | +12 | 46   | Clasificación a Playoffs |
| 3    | Greenville Triumph SC     | 28 | 12 | 7  | 9  | 32 | 22 | +10 | 43   | Clasificación a Playoffs |
| 4    | Forward Madison FC        | 28 | 12 | 7  | 9  | 33 | 26 | +7  | 43   | Clasificación a Playoffs |
| 5    | Chattanooga Red Wolves SC | 28 | 10 | 10 | 8  | 35 | 37 | −2  | 40   |                          |
| 6    | South Georgia Tormenta FC | 28 | 9  | 10 | 9  | 32 | 34 | −2  | 37   |                          |
| 7    | Toronto FC II             | 28 | 9  | 9  | 10 | 43 | 46 | −3  | 36   |                          |
| 8    | FC Tucson                 | 28 | 8  | 9  | 11 | 35 | 41 | −6  | 33   |                          |
| 9    | Richmond Kickers          | 28 | 9  | 5  | 14 | 26 | 35 | −9  | 32   |                          |
| 10   | Orlando City B            | 28 | 4  | 4  | 20 | 23 | 52 | −29 | 16   |                          |

## Playoffs

### Semifinales
| 12 de octubre de 2010 | Lansing Ignite FC | 0:1 (0:0) | Greenville Triumph SC | Cooley Law School Stadium, Lansing                          |                                                             |
| 19:00                 |                   | Reporte   | Bermudez 59'          | Asistencia: 2.340 espectadores Árbitro(s): Matthew Thompson | Asistencia: 2.340 espectadores Árbitro(s): Matthew Thompson |

| 12 de octubre de 2019 | North Texas SC | 2:0 (0:0) | Forward Madison FC | Estadio Toyota, Frisco                                     |                                                            |
| 19:00                 | Pepi 76', 78'  | Reporte   |                    | Asistencia: 4.067 espectadores Árbitro(s): Elijio Arreguin | Asistencia: 4.067 espectadores Árbitro(s): Elijio Arreguin |

### Final
| 19 de octubre de 2019 | North Texas SC | 1:0 (0:0) | Greenville Triumph SC | Estadio Toyota, Frisco                                 |                                                        |
| 18:00                 | Rodríguez 60'  | Reporte   |                       | Asistencia: 3.245 espectadores Árbitro(s): Jon Freemon | Asistencia: 3.245 espectadores Árbitro(s): Jon Freemon |

## Goleadores[4]
| Pos. | Jugador          | Club                   | Goles |
| ---- | ---------------- | ---------------------- | ----- |
| 1    | Ronaldo Damus    | North Texas SC         | 16    |
| 2    | Jordan Perruzza  | Toronto FC II          | 15    |
| 3    | Jordan Jones     | FC Tucson              | 10    |
| 3    | Tumi Moshobane   | Lansing Ignite FC      | 10    |
| 5    | Steven Beattie   | Chattanooga Red Wolves | 9     |
| 5    | Jake Keegan      | Greenville Triumph SC  | 9     |
| 5    | Ricardo Pepi     | North Texas SC         | 9     |
| 8    | Marco Micaletto  | Tormenta FC            | 8     |
| 8    | Don Smart        | Forward Madison FC     | 8     |
| 10   | Pato Botello Faz | Lansing Ignite FC      | 7     |
| 10   | Carlos Gómez     | Greenville Triumph SC  | 7     |
| 10   | Sito Seoane      | Chattanooga Red Wolves | 7     |
| 10   | Arturo Rodríguez | North Texas SC         | 7     |